# Pedicularis grandiflora
Pedicularis grandiflora là loài thực vật có hoa thuộc họ Cỏ chổi. Loài này được Fisch. mô tả khoa học đầu tiên năm 1812.